# نجم البحر الفوربسي
استيرياس فورابسي (Asterias forbesi) والمعروف باسم فوربس نجم البحر، هو نوع من قناديل البحر من عائلة الأستريدا. وجد هذا القنديل في المياه الضحلة في المحيط الأطلسي شمال غرب والبحر الكاريبي.